# Friedrich Lipsius
Friedrich Reinhard Lipsius (* 3. Oktober 1873 in Jena; † 29. August 1934 in Leipzig) war ein deutscher Professor für Philosophie, der noch vor der nationalsozialistischen „Machtergreifung“ Mitglied der NSDAP wurde.

## Leben
Lipsius war der Sohn des Theologen Richard Adelbert Lipsius. Sein Studium der Theologie und Philosophie in Leipzig und Jena schloss er 1897 mit dem Lizenziat (Lic.theol.) ab. Nach einem Jahr als Hilfsprediger in Weimar wurde er 1898 Privatdozent für Systematische Theologie in Jena. Seine Habilitation für Systematische Theologie erfolgte 1899 mit dem Thema „Die Vorfragen der systematischen Theologie mit besonderer Berücksichtigung auf die Philosophie Wilhelm Wundts kritisch untersucht“. Das starke Interesse an philosophischen Fragestellungen und die Distanz zu Glaubensfragen zeigt sich in der Arbeit „Kritik der theologischen Erkenntnis“ aus dem Jahr 1904. Hiernach studierte Lipsius erneut Philosophie und hörte u. a. in Jena bei Ernst Haeckel. Aus wirtschaftlichen Gründen nahm er 1906 eine Pfarrstelle in St. Martini in Bremen an, geriet jedoch als liberaler, dem Monismus zuneigender Pastor in Konflikt mit orthodoxen Auffassungen. Er verzichtete hierauf 1907 auf sein Amt und promovierte bei Erich Adickes mit seiner „Kritik“. Seine philosophische Habilitationsschrift „Die Einheit des Seins als Problem der Philosophie“ legte er bei Wundt und Johannes Volkelt in Leipzig 1912 vor. Seine Probevorlesung lautete „Der Irrationalismus in Wissenschaft und Philosophie der Gegenwart“. Lipsius nahm gegenüber dem Positivismus eine kritische Haltung ein. Er wurde 1919 zum nichtbeamteten ao. Professor ernannt. Seine Antrittsvorlesung hatte das Thema „Die Aufgaben der Religionsphilosophie“. Ab 1920 war er am philosophischen Institut von Theodor Litt als planmäßiger Oberassistent tätig. Lipsius war Mitglied der wissenschaftlichen Leitung der Schopenhauer-Gesellschaft. In den 1920er Jahren beteiligte er sich ablehnend an der Diskussion um die Relativitätstheorie. Der Relativismus der Relativitätstheorie widerspräche der Einheit der Erfahrung. Raum und Zeit wären unterschiedliche Größen, denn Zeit sei unumkehrbar. Für den Raum gelte das nicht. Lipsius war zwischen 1920 und 1926 Mitglied der DVP. 
Bereits zum 1. Februar 1932 trat er der NSDAP bei (Mitgliedsnummer 905.753). Im November 1933 unterzeichnete er das Bekenntnis der deutschen Professoren zu Adolf Hitler.

## Schriften
- Die Vorfragen der systematischen Theologie: mit besonderer Rücksicht auf die Philosophie Wilhelm Wundts. Mohr Siebeck, Tübingen 1899
- Kritik der theologischen Erkenntnis. Schwetschke 1904
- Die Religion des Monismus. Concordia, Berlin 1907
- Einheit der Erkenntnis und Einheit des Seins. Kröner, Stuttgart 1913
- Naturphilosophie und Weltanschauung, Kröner, Stuttgart 1918
- Johannes Volkelt als Religionsphilosoph. Beck, München 1918
- Naturphilosophie. Philosophie des Anorganischen. Hirt, Breslau 1923
- Wahrheit und Irrtum in der Relativitätstheorie. Mohr Siebeck, Tübingen 1927